# Flavije Dalmacije
Flavije Dalmacije († 337), poznat kao Dalmacije Cenzor, sin Konstancija I. Klora i njegove žene Teodore, polubrat Konstantina I. Velikog.
Dalmacije je uz Konstantina I. Velikog imao jos dva brata Julija Konstansa i Flavija Hanibalijana. Bio je oženjen i imao dva sina jednog koji se zvao kao i on Dalmacije, a drugi je dobio ime po svome stricu Hanibalijan. 